# Bizantska arhitektura
Bizantska arhitektura nastala je na području koje se nalazi na području Istočnog Rimskog Carstva (Bizant) i vezana je za Carigrad, te iako ne postoji točna linija razgraničenja koja je odvaja od kršćanske umjetnosti, može se smatrati da je nastala na početku 5. stoljeća.
Bizantom moderni povjesničari označavaju srednjovjekovno Rimsko Carstvo, koje se razvilo kao prepoznatljiva kulturna i umjetnička cjelina sa središtem u Konstantinopolu, novom središtu Carstva nakon Rima. Kao i kod bizantske umjetnosti, ranobizantska arhitektura bila je samo nastavak rimske arhitektonske tradicije, pa povjesničari umjetnosti stoga nisu mogli uspostaviti oštru liniju arhitektonskog stilskog razdvajanja. Tijekom više od 11 stoljeća postojanja, Bizantsko Carstvo (koje je kombiniralo bogatu grčko-rimsku tradiciju) imalo je ogroman utjecaj na europsku i bliskoistočnu arhitekturu, te je stoga bilo glavna osnova za kasniji razvoj renesansne i osmanske arhitektonske tradicije. Ovo doba arhitekture može se grubo podijeliti u tri faze: ranu, srednju i kasnu (komnenska i paleološka) epohu.
Bizantske crkve u osnovi imaju oblik križa gdje su svi krakovi jednake duljine. Prostor u sredini križa kao i sva četiri bočna prostora pokriveni su kupolama. Za ovu arhitekturu karakteristično je grupiranje polukupola oko središnje kupole. Pandantifima je ostvaren prijelaz s kvadratne osnove u prizemlju na kružnu osnovu kupole. Nakon ranog bizantskog razdoblja, arhitektura Bizanta teži razvoju jedinstvenog središnjeg tipa s kupolom koja simbolizira svemir. 
Crkva Aja Sofija (532.-537.) u Carigradu najpoznatija je građevina bizantske umjetnosti. Osnova je kombinacija longitudinalne bazilike i središnjeg tipa s kupolom u sredini. U vrijeme gradnje najveću kupolu na svijetu nose dvije polukupole i sferni (kružni) trokuti zvani pandatifi. Kupola je prošarana prozorima i svjetlucavim mozaicima, zbog čega se čini bestežinskom. S vanjske strane volumen je zatvoren ravnim geometrijskim plohama, dok je s unutarnje strane zid potpuno dematerijaliziran mramornim pločama i mozaicima koji mu daju slikarski karakter.
Početkom 10. stoljeća u potpunosti će se oblikovati tipična građevina Bizanta, odnosno crkva utemeljena na upisanom križu (istokračnom) u osnovi kvadrata. Kupole će povećati svoj tambur (donji okvir kupole) i na tom visokom tamburu otvorit će se mnogi prozori i tako osvijetliti građevinu izgrađenu potpuno bez prozora na zidu. Ovaj tip crkve je bazilika sv. Marka u Veneciji (1063.), iako nije bila pod vlašću Bizanta, bila je pod izravnim umjetničkim utjecajem. Ima bazu grčkog križa u osnovi kvadrata i kupolu iznad središnjeg kvadrata i svakog kraka križa - obilježja bizantske gradnje. Venecijanske kupole nemaju tambur već su pokrivene drvenim krovovima. Interijer je vrlo prostran i ukrašen mozaicima.
U 13. stoljeću, Carigrad pada u ruke križara i nastaje Latinsko Carstvo, što dovodi do intenzivnijeg razvoja umjetničke djelatnosti na periferiji Bizanta, poput Makedonije, Srbije i Rusije. U Srbiji nastaju crkve "raške škole" u kojima se osjeća utjecaj romanike. 
Eufrazijeva bazilika u Poreču jedan je od najljepših sačuvanih spomenika rane bizantske umjetnosti na Sredozemlju. Izgrađena je u 6. stoljeću na mjestu ranokršćanske crkve, u vrijeme biskupa Eufrazija i cara Justinijana I., a nalazi se u biskupskom kompleksu. Godine 1997. UNESCO ju je proglasio Svjetskom kulturnom baštinom.

## Galerija
- Bazilika svetog Vitalea u Ravenni
- Bazilika svetog Marka u Veneciji
- Eufrazijeva bazilika u Poreču.
- Crkva sv. Sofije u Ohridu